# H/H
H/H, ovvero "Hard Boiled" e "Hard Luck", è l'undicesimo romanzo della scrittrice giapponese Banana Yoshimoto, pubblicato nel 1999.
Il tema è uno dei più cari all'autrice e cioè la morte. Nel primo c'è la sofferenza per una perdita improvvisa, la tentazione di ripiegarsi nel dolore ed infine la rinascita. Nel secondo, il distacco è lento, e ci si può preparare,  ma è sempre doloroso, e la rinascita avviene sempre dopo la morte. Il libro è stato pubblicato in Italia da Feltrinelli nel 2001.

## Trama
In Hard Boiled, la protagonista sta facendo una passeggiata solitaria in montagna, di colpo si ricorda che in questo posto c'era già stata e qui aveva lasciato la sua fidanzata Chizuru. O meglio lei si era fatta abbandonare qui perché aveva capito di non essere più amata. Mentre è immersa in questi pensieri ha una brutta sensazione vedendo un santuario disadorno di statue e con davanti delle strane pietre nere. Finalmente arriva in paese e cena al primo ristorante che trova, mettendosi la mano in tasca si accorge, con orrore, di avere con sé una di quelle pietre. La lascia cadere a terra, paga il conto e va via. Arrivata in albergo le dicono che quel ristorante è andato a fuoco, va in camera sempre più angosciata e si ricorda che questo giorno è l'anniversario di morte di Chizuru. Si addormenta e ha un primo sogno dove naturalmente sogna la sua ex. Quando si sveglia pensa che la Chizuru del sogno non è quella vera. Si riaddormenta ed ha un secondo sogno sempre con gli stessi protagonisti. Viene svegliata da una donna che le bussa alla porta semivestita, che le dice che è rimasta chiusa fuori. La fa entrare e lei le racconta che ha litigato con il suo amante. A questo punto ci viene raccontata la vita della protagonista. Ha perso la madre da giovane, e suo padre si è rimesso con una intrattenitrice. Morto il padre, le lascia tutto in eredità, e la sua matrigna le ruba tutto e scappa via. A Sua volta lei ruba tutto alla sua matrigna e va a vivere con Chiuzuru. Non era mai stata con un'altra donna, ma per opportunismo si mette con lei. Fino al punto che capisce che non la ama. Lei le dice che deve vivere la vita Hard boiled, cioè che qualunque cosa accada deve affrontarla, e vanno a fare il viaggio in montagna dove Chizuru si fa abbandonare. In realtà la protagonista ha solo pensato queste cosa, ma la sua ospite pare sapere tutto, turbata esce dalla stanza è va alla recepiton dove le dicono che lei è la sola ospite dell'albergo e la donna che ha visto e il fantasma di una donna che si era suicidata insieme al suo amante, ma era morta solo lei. Impaurita, non vuole risalire in camera e si va a fare un bagno, ma nota che tra il mosaico del bagno c'è una pietra nera simile a quelle del santuario. Uscita incontra una cameriera che la invita a prendere un te, sul suo tavolo ci sono alcuni crisantemi bianchi. Le spiegano che li manda ogni anno l'amante della donna uccisa per ricordarla. Chiede alla donna se lei non ha paura dei fantasmi, ma lei le dice che ha più paure delle persone vive. Rimane a dormire lì, ha l'ultimo sogno dove sogna Chizuru com'è era veramente. Si Sveglia è mattina, capisce che tutto è finito e che può tornare a casa.
In Hard Luck la protagonista si reca tutti i giorni in ospedale per andare a trovare la sorella Kuni in coma per un'emorragia cerebrale. Kuni si sarebbe dovuta sposare, lasciare il lavoro ed andare ad abitare in un'altra città. Per non lasciare del lavoro arretrato si è affaticata e stressata troppo ed è entrata in coma. Tutto è successo in fretta, i dottori non hanno dato speranze, e la protagonista e la sua famiglia stanno in pratica aspettando giorno per giorno la morte di Kuni. A questo si aggiunge che il fidanzato dopo la malattia è scappato. Sakai, suo fratello, invece, personaggio molto enigmatico, è tutti i giorni in ospedale. La protagonista non lo conosce per nulla, e piano piano non solo lo conosce ma se ne innamora. Insieme vivono la fase del distacco dalla vita, ma capiscono anche che non possono mettersi subito insieme. Si danno appuntamento in Italia, dove la protagonista decide di andare in viaggio studio dopo la morte della sorella.

## Edizioni
- Banana Yoshimoto, H/H, traduzione di Giorgio Amitrano, collana Universale Economica Feltrinelli, Feltrinelli, 2001,  p. 95, ISBN 88-07-81741-1.